# Gino Hahnemann
Gino Hahnemann (* 24. September 1946 in Jena; † 17. April 2006 in Berlin) war ein deutscher Schriftsteller, Architekt und Künstler.

## Biographie
Er studierte in Weimar Architektur und arbeitete einige Jahre unter Hermann Henselmann als Architekt. Danach arbeitete er als freier Bühnenbildner, Aktionskünstler, Super-8-Filmemacher und Fotograf. In der DDR-Literatur gilt Hahnemann als „einer der ersten, der die schwule Erfahrung in die Literatur des Landes eingeschrieben hat“.
Sowohl in der DDR als auch nach der Wende fühlte sich Hahnemann dem künstlerischen „Untergrund“ zugehörig. Vor 1989 publizierte er fast ausschließlich in Untergrundzeitschriften wie dem „Schaden“ und der von Andreas Koziol und Rainer Schedlinski herausgegebenen Ariadnefabrik. Nach 1989 erhielt er eine Reihe von Stipendien des Senats von Berlin, der Akademie Schloss Solitude Stuttgart, das Alfred-Döblin-Stipendium der Berliner Akademie der Künste und das der Villa Massimo in Rom.
Er wurde auf dem Dorotheenstädtischen Friedhof in Berlin beerdigt. Sein künstlerischer Nachlass wurde von der Berliner Akademie der Künste erworben. Das Material-Archiv dokumentiert die Literatur- und Kunstszene, die sich in den 1980er Jahren in der DDR entfaltet hatte.

## Werke
- Allegorie gegen die vorschnelle Mehrheit. Druckhaus Galrev, Berlin 1991. ISBN 3-910161-05-7 (mit Zeichnungen von Helge Leiberg)
- Exogene Zerrinnerung. Janus Press, Berlin 1994. ISBN 3-928942-14-X (mit Fotos von Hahnemann)
- Das Verschwinden gekrümmter Flächen in einer Ebene. Galerie auf Zeit, Berlin 1997 (mit Grafiken von Sabine Jahn)
- Sizilien schweigt: platonische Prosa. Druckhaus Galrev, Berlin 1997. ISBN 3-910161-90-1